# バスク自治州議会
バスク自治州議会（バスクじちしゅうぎかい、バスク語: Eusko Legebiltzarra, スペイン語: Parlamento Vasco）は、スペイン・バスク州の立法機関である。レンダカリ（バスク州政府首班）の選出に責任を負っている。自治州議会議事堂はアラバ県ビトリア＝ガステイスに所在する。

## 歴史
フランコ独裁政権が終焉した1975年以降のスペインでは民主化が進行し、1979年にはスペイン1978年憲法に規定されたバスク州が発足した。1980年3月31日、ゲルニカ憲章（バスク自治憲章）によって規定された初の自治州議会が、バスク地方の自治の象徴的場所であるビスカヤ県ゲルニカで開催された。自治州議会議事堂は州都でもあるアラバ県ビトリア＝ガステイスに置かれ、以後の自治州議会はビトリア＝ガステイスで開催されている。自治州議会議事堂はかつての中等学校の敷地と校舎を流用している。議長席上部にはバスク人彫刻家のネストル・バステレチェアによる彫刻が設置され、このオークの木をかたどった彫刻は、ゲルニカの木の下で集会を行っていたバスク政治の伝統を表現している。2012年からは、バスク民族主義党から選出されたバカルチョ・テヘリアが議長を務めている。会議は同時翻訳サービスを用い、バスク語とスペイン語の二言語を用いて運営されている。

## 選出方法
自治州議会は、バスク州を構成する3県（アラバ県、ビスカヤ県、ギプスコア県）からそれぞれ25人ずつ選出された計75人の自治州議員で構成される。各県の人口は約30万人（アラバ県）から約120万人（ビスカヤ県）まで大きく異なるが、議員数に人数差は設けられていない。バスク民族主義の人気が低いアラバ県やナバーラ県からの支援を得るために一律の議員数となったが、結局ナバーラ県はバスク州に加わらず、単独でナバーラ州を発足させた。
バスク自治州議会選挙は拘束名簿式の比例代表制で行われる。一県一選挙区であり、ドント方式が採用されている。ある政党がある県で議席を得るためには、その県の「白票」を含めた投票数のうち、少なくとも3%の得票を得なければならない。1984年選挙から2001年選挙まで、この阻止条項（足切り条項）の得票率は、各県ごとに投票数の5%だった。

## 選挙結果
| バスク自治州議会選挙結果                                                    |       |       |       |       |       |       |               |       |       |        |
| 政党/政党連合                                                               | 第1回 | 第2回 | 第3回 | 第4回 | 第5回 | 第6回 | 第7回         | 第8回 | 第9回 | 第10回 |
| 政党/政党連合                                                               | 1980  | 1984  | 1986  | 1990  | 1994  | 1998  | 2001 （詳細） | 2005  | 2009  | 2012   |
| バスク民族主義党(EAJ-PNV) 1                                                 | 25    | 32    | 17    | 22    | 22    | 21    | 26            | 22    | 30    | 27     |
| EHビルドゥ / 祖国バスク共産党(EHAK) / バスク市民(EH) / エリ・バタスナ(HB) 2 | 11    | 11    | 13    | 13    | 11    | 14    | 7             | 9     | --    | 21     |
| バスク社会党(PSE-EE / PSE-PSOE) 3                                           | 9     | 19    | 19    | 16    | 12    | 14    | 13            | 18    | 25    | 16     |
| 国民党(PP) / 国民連合(CP) / 国民同盟(AP) 4                                  | 2     | 7     | 2     | 6     | 11    | 16    | 19            | 15    | 13    | 10     |
| 連合・進歩・民主主義(UPyD)                                                  |       |       |       |       |       |       |               |       | 1     | 1      |
| バスク統一左翼(EB-B) / バスク共産党(PCE-EPK) 5                              | 1     | --    | --    | --    | 6     | 2     | 3             | 3     | 1     | --     |
| アララール 6                                                                |       |       |       |       |       |       |               | 1     | 4     |        |
| バスク連帯(EA) 7                                                            |       |       | 13    | 9     | 8     | 6     | 7             | 7     | 1     |        |
| アラバ統一(UA) 8                                                            |       |       |       | 3     | 5     | 2     |               | --    |       |        |
| バスク左翼(EE) 9                                                            | 6     | 6     | 9     | 6     |       |       |               |       |       |        |
| 民主社会中道党(CDS) / 民主中道連合(UCD) 10                                  | 6     |       | 2     | --    |       |       |               |       |       |        |
| 計                                                                          | 60    | 75    | 75    | 75    | 75    | 75    | 75            | 75    | 75    | 75     |

1 1986年バスク民族主義党からエウスコ・アルカルタスナ（EA）が分離、所属議員32議員のうち11議員がEAに移った。2001年と2005年には両党は選挙連合を結成したが、議会内会派はそれぞれ維持し続けた。

2 1996年と2001年エリ・バタスナは2001年6月バタスナによって結成されたプラットフォームのエウスカル・エリアタロク内で選挙に参加。2005年にはバタスナはEHAKへの投票を呼び掛けた。2009年これらの全党派が非合法化された；最高裁判所により候補者リストが無効とされたため、無効票が総投票数の8.84%にのぼり、もし非合法化されていなかったならばD3Mが7議席を得ていただろうとされる（Análisis en EITB ）。2012年にはこれらの党派はアララル、エウスコ・アルカルタスナ、アルテルナティバとともに選挙連合エウスカル・エリア・ビルドゥで選挙に臨んだ。

3 1993年エウスカディコ・エスケーラ（EE）はPSE-PSOEに合流、PSE-EEとなった。

4 1984年国民同盟（AP）は国民民主党（PDP）、自由連合（UL）と協同して出馬した。1989年にAPは国民党として再創設された。

5 1982年エウスカディ共産党（PCE-EPK）の1議員がEEの会派に加入。その後1986年の州選挙の際にはPCE-EPKは2011年まで統一左翼の支部政党組織であったエスケル・バトゥーア（EB）に参加。2011年以降はエスケル・アニツァ（Ezker Anitza）となり、第9回議会が終わるまで唯一の議員であった。

6 2012年アララルは選挙連合EH Bilduに参加、3議席を獲得した。

7 2001年と2005年EAはPNVと選挙連合を結成したが、会派は自らのものを維持し続けた。2012年には選挙連合EH Bilduを結成して臨み、4議席を獲得した。

8 1990年第3回議会閉会直前に国民党の議員の一人がアラバ統一（UA）に加入した。1997年にはUA所属議員5人のうち1人がDFAに移った。2001年にはUAは国民党のリストから出馬したが2004年には議会会派グルーポ・ポプラールから離脱した。

9 1993年エウスカディコ・エスケーラ（EE）はバスク社会党（PSE-PSOE）に合流。所属議員6人のうち5人がエウスカル・エスケーラ（EuE）会派を結成、残りの一人は混合グループ（Grupo mixto）に加わった。

10 1983年民主中道連合（UCD）の4議員は民主社会中道（CDS）議員会派を結成、残りの2議員は混合グループに加入した。

## 歴代議長
| #      | 就任日         | 退任日         | 画像 | 名前                             | 政党                       |
| ------ | -------------- | -------------- | ---- | -------------------------------- | -------------------------- |
| 第1代  | 1980年3月31日  | 1984年3月22日  |      | フアン・ホセ・プハーナ（es）     | バスク民族主義党 (PNV-EAJ) |
| 第2代  | 1984年3月22日  | 1987年1月8日   |      | フアン・ホセ・プハーナ（es）     | バスク民族主義党 (PNV-EAJ) |
| 第3代  | 1987年1月8日   | 1990年12月18日 |      | ヘスス・エグイグレン（es）       | バスク社会党 (PSE-EE)      |
| 第4代  | 1990年12月18日 | 1994年11月30日 |      | ホセバ・レイサオラ（es）         | バスク民族主義党 (PNV-EAJ) |
| 第5代  | 1994年11月30日 | 1998年11月25日 |      | ホセバ・レイサオラ（es）         | バスク民族主義党 (PNV-EAJ) |
| 第6代  | 1998年11月25日 | 2001年6月8日   |      | フアン・マリア・アトゥチャ（es） | バスク民族主義党 (PNV-EAJ) |
| 第7代  | 2001年6月8日   | 2005年5月16日  |      | フアン・マリア・アトゥチャ（es） | バスク民族主義党 (PNV-EAJ) |
| 第8代  | 2005年5月23日  | 2009年4月3日   |      | イサスクン・ビルバオ（es）       | バスク民族主義党 (PNV-EAJ) |
| 第9代  | 2009年4月3日   | 2012年11月19日 |      | アランツァ・キローガ（es）       | 国民党 (PP)                |
| 第10代 | 2012年11月20日 | 在任中         |      | バカルチョ・テヘリア（es）       | バスク民族主義党 (PNV-EAJ) |